# Strada nazionale 8 (Taiwan)

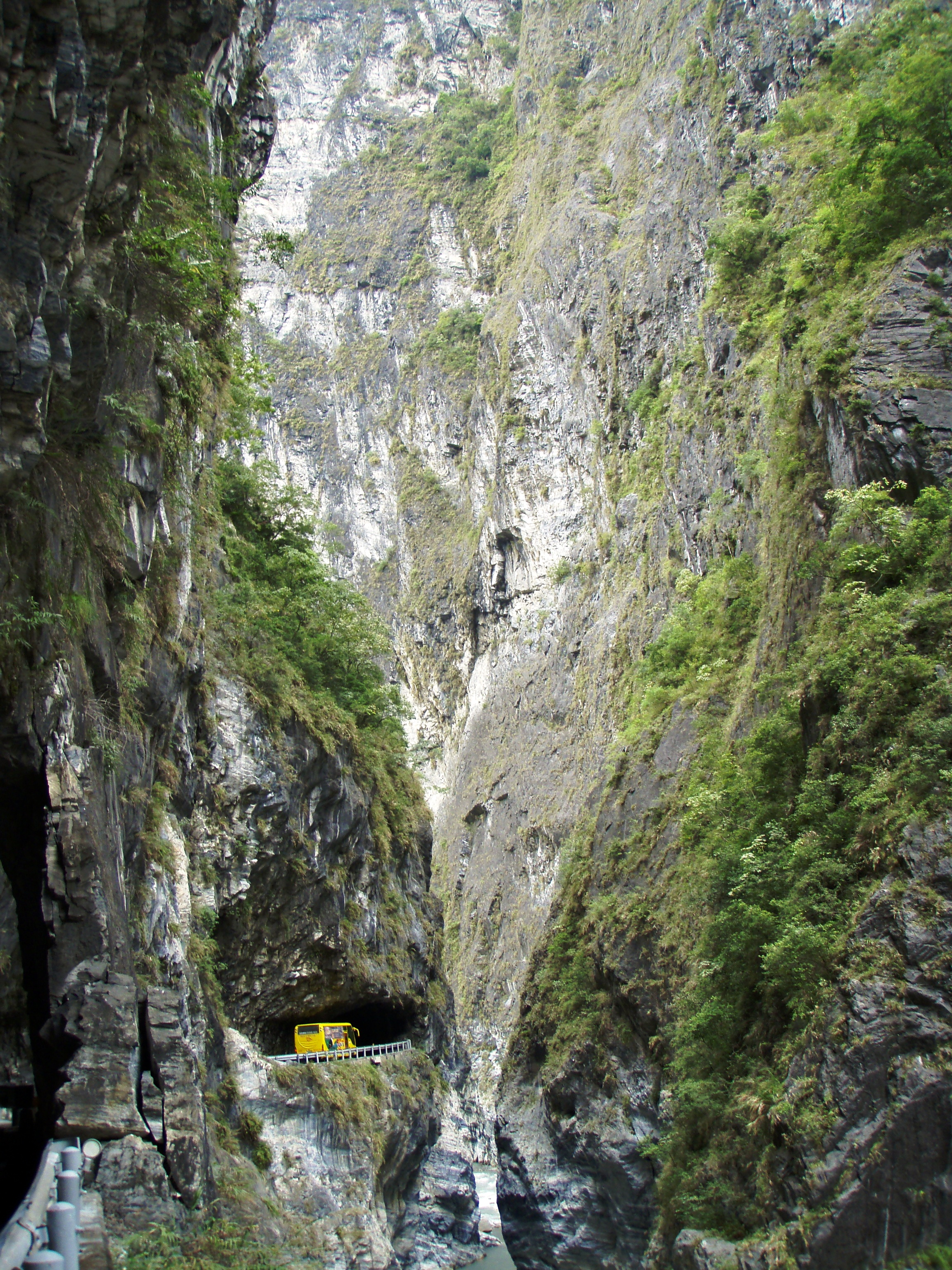

La strada nazionale 8 (in sigla PH 8), chiamata anche strada centrale attraverso l'isola (cinese tradizionale: 中部橫貫公路; cinese semplificato: 中部横贯公路; pinyin: Zhōngbù héngguàn gōnglù), è il primo sistema stradale a collegare la costa orientale e quella occidentale di Taiwan, attraversando la catena montuosa dei monti ChungYang al centro dell'isola. Esistono altri due sistemi che attraversano l'isola in direzione est-ovest, rispettivamente chiamati strada meridionale e strada settentrionale attraverso l'isola.

## Costruzione
La costruzione dell'infrastruttura iniziò il 7 luglio 1956, la prima apertura al traffico veicolare risale al 9 maggio 1960.

## Itinerario

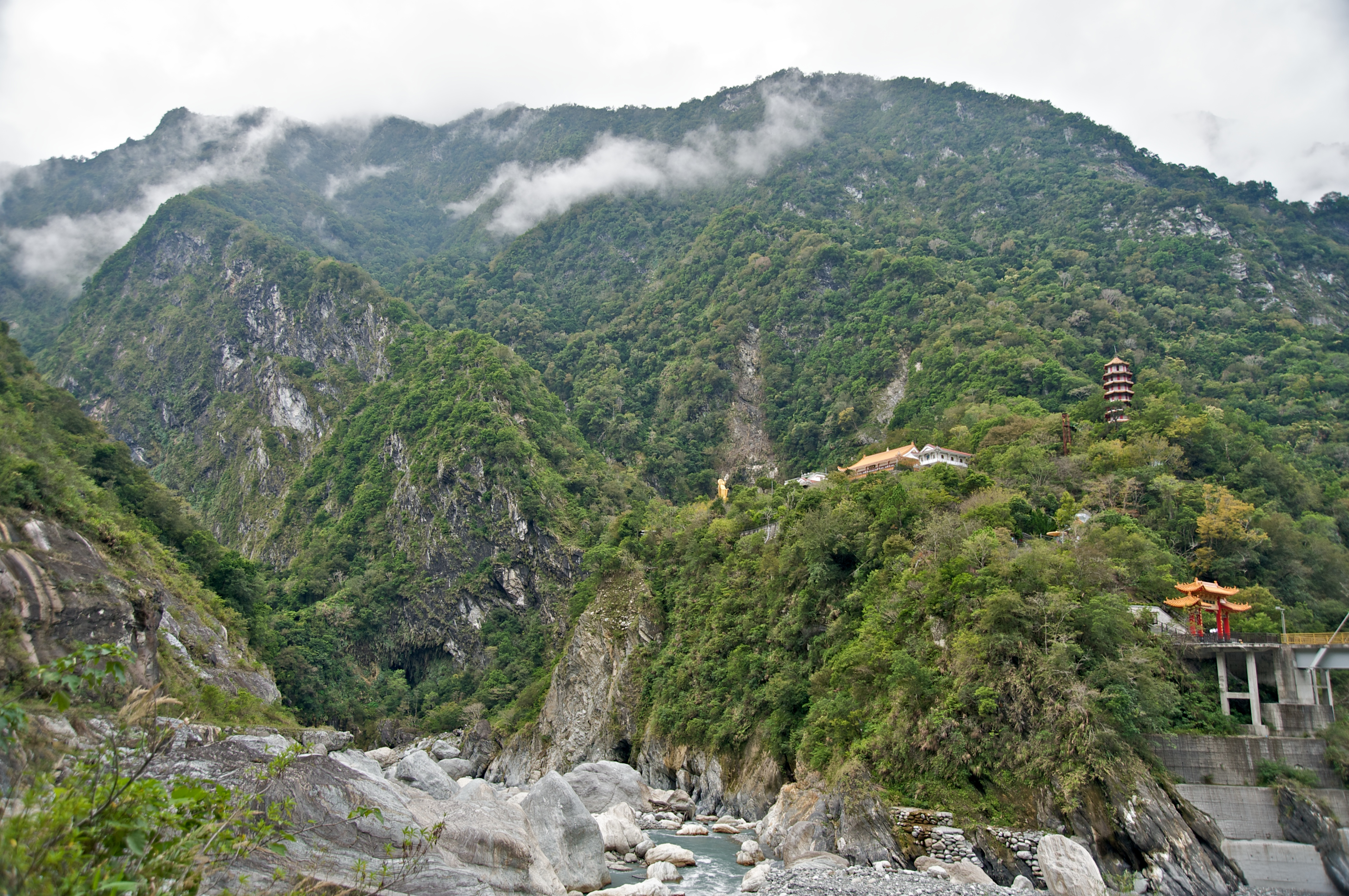

L'estremità occidentale del percorso è nel distretto di Dongshi a Taichung; originariamente proseguiva verso i monti ChungYang snodandosi lungo la valle del fiume Dajia e attraversando le città di Guguan (谷關) e Cingshan (青山). Tuttavia la sezione a est di Guguan è permanentemente chiusa al traffico a causa dei danni subiti dai terremoti e dai tifoni, che ne rendono impossibile il transito. All'altezza di Lishan un ramo della strada si dirige a nord verso la città di Yilan. Attraversando le montagne tocca il punto più alto presso Dayuling. Da qui un altro ramo scende a sud verso Wushe (霧社). Proseguendo verso est da Dayuling ci si inoltra invece all'interno del parco nazionale Taroko, attraversando le città di Guanyuan (關原), Cih-en (慈恩), Luoshao (洛韶) e Tiansiang (天祥) prima di entrare nella gola di Taroko. Una volta fuori dalla gola la strada si collega con la costiera orientale Su'ao-Hualien.

## Danni e chiusura della strada
Il percorso si snoda lungo un territorio eccezionalmente aspro e instabile. Pesanti piogge derivanti dai tifoni contribuiscono spesso allo svasamento di terreno e rocce sul tracciato, rendendone alcuni tratti completamente non percorribili. L'area è inoltre soggetta ad attività sismica con effetti disastrosi sul manto stradale. Il 21 settembre 1999 il terremoto di Chichi provocò enormi danni tracciando dei veri e propri solchi in molteplici punti nel tratto compreso tra Dongshi e Lishan.
In seguito ai danni senza precedenti subiti nel 1999 si assistette ad un forte dibattito in merito all'opportunità di mantenere operativa l'infrastruttura e di effettuarne la manutenzione. Infine, estese e costose riparazioni al manto stradale vennero effettuate, con l'obiettivo di riaprire le sezioni danneggiate dal terremoto entro il 2004. Le piogge torrenziali dovute al tifone Mindulle tuttavia provocarono danni tali da costringere le autorità a chiudere le sezioni interessate fino a data da destinarsi.
La strada è tuttora chiusa tra Lishan e Guguan, e non ci sono aspettative di sorta in merito alla sua riparazione e riapertura, ma la nuova autostrada centrale attraverso l'isola fornisce oggi un itinerario alternativo attraverso l'isola.

## Galleria d'immagini

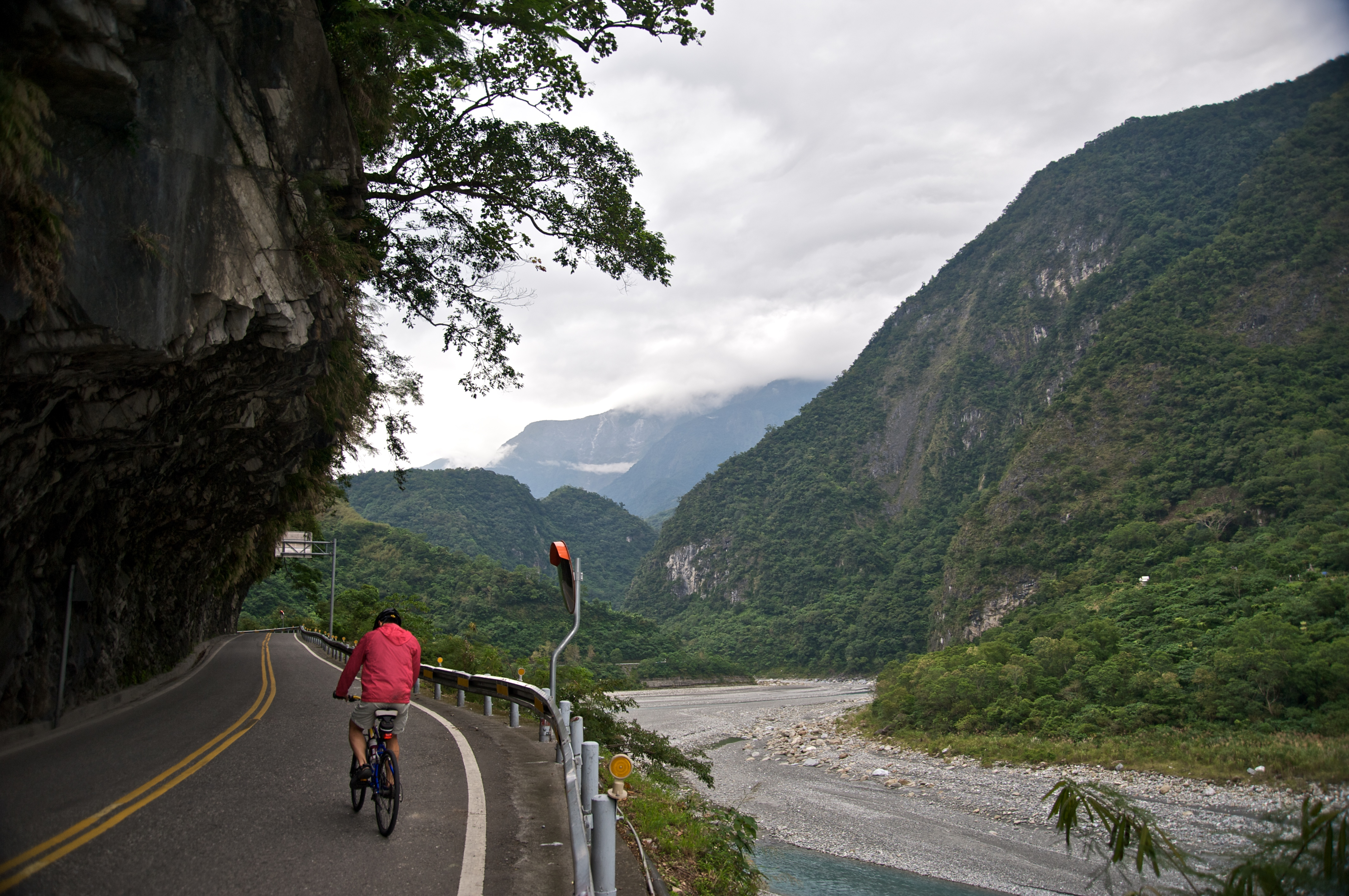
Pedalando in salita lungo la gola di Taroko
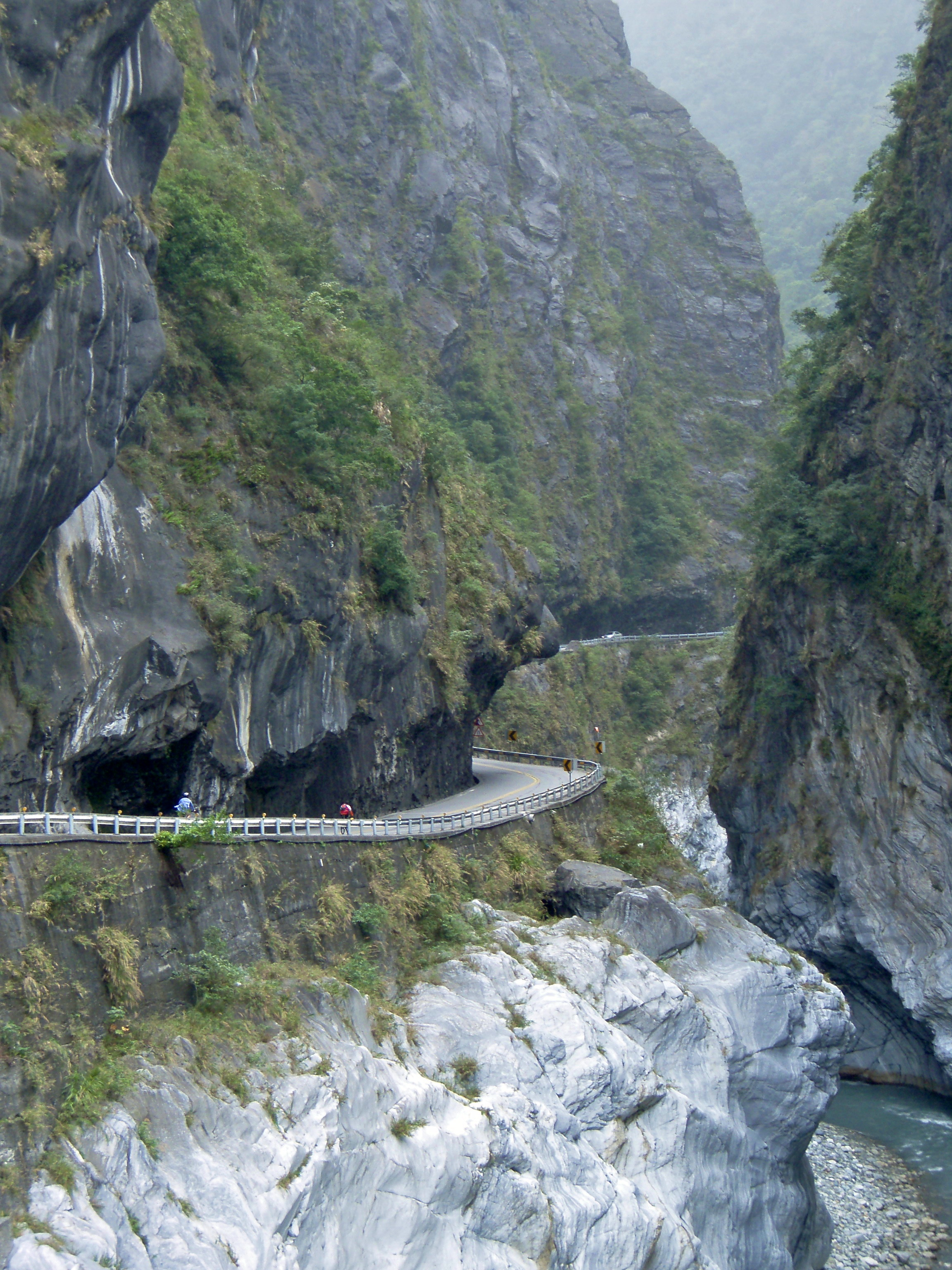
Ciclisti e moto su una stretta strada lungo le montagne
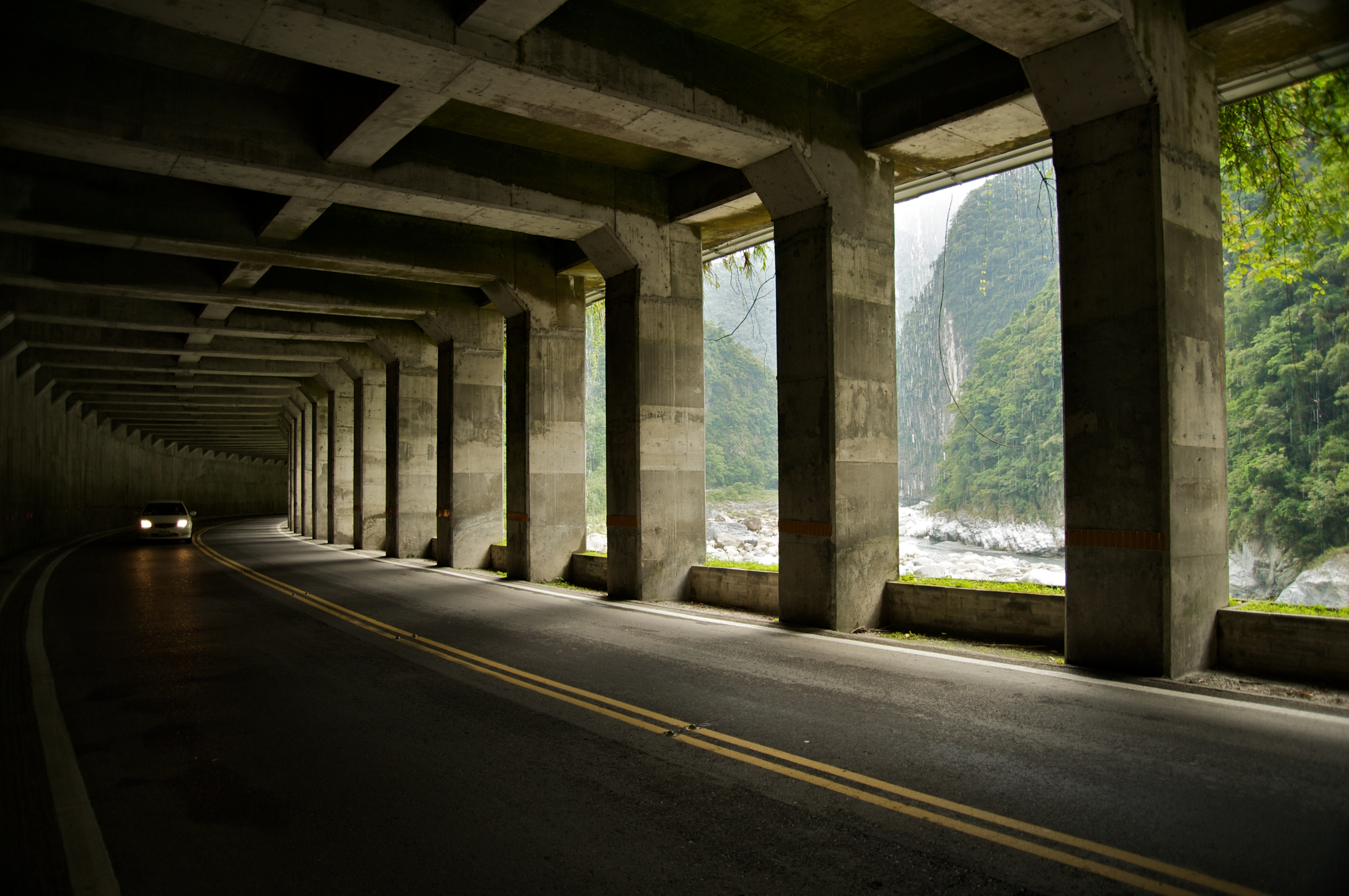
Riparo dai rovesci d'acqua
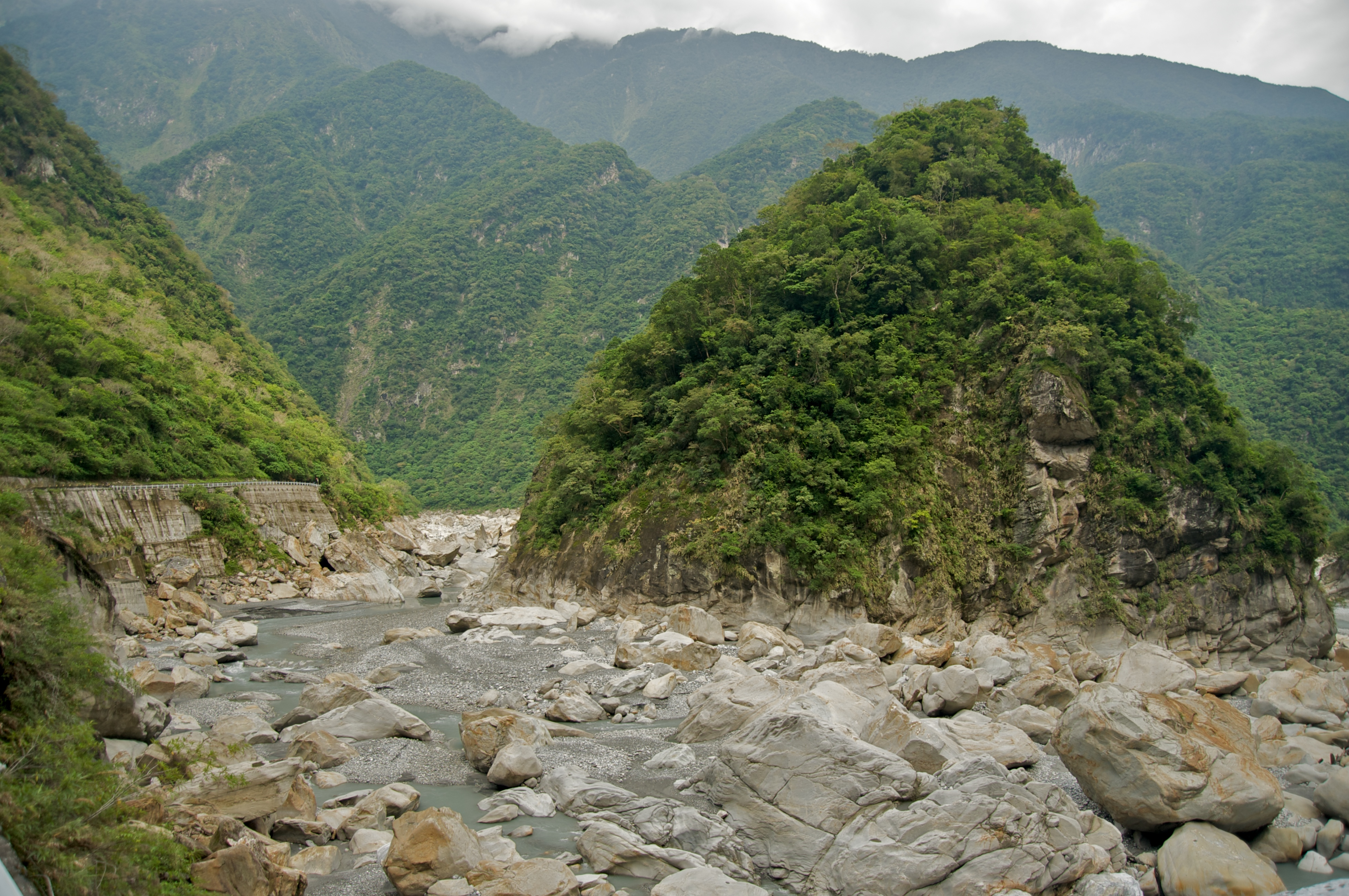
Panorama